# Église Sainte-Catherine de Bonneville
Pour les articles homonymes, voir église Sainte-Catherine.
L'église Sainte-Catherine est un édifice religieux catholique situé sur la commune de Bonneville, dans le département français de Haute-Savoie, en région Auvergne-Rhône-Alpes. Elle est placée sous le patronage de Catherine d'Alexandrie.

## Historique
La première église est édifiée entre 1262 et 1283. Sa taille lui permet d'accueillir un synode de l'évêché de Genève au milieu du XIVe siècle. Sa forme est simple, elle ne comporte qu'« une seule nef entourée de nombreuses chapelles », comme l'indique la visite du prieur de Contamine de 1592. 
L'église semble avoir été remaniée au XVIIe siècle. Elle a désormais la forme classique d'une croix, comme le laisse entendre notamment le Theatrum Statuum Sabaudiæ. Elle devient vétuste.
La décision est prise de reconstruire une nouvelle église dans les années 1820-1830. Les travaux débutent en 1838. Ils se terminent quatre ans plus tard. Elle est consacrée en 1845. Un clocher est prévu en 1847, mais les finances manquaient. On a utilisé le clocher de l'ancienne église, qui a été « convertie en ancienne église », et qui a été détruite en 1862.
Le clocher date du XXe siècle, puisque les financements étaient difficiles, un petit clocher de secours avait été bâti près de l’église, inauguré en 1932,, toujours existant actuellement.

## Description architecturale
L'église appartient au courant néo-classique,.
L'église possède « trois nefs sur quatre travées et une voûte d'arête sur arcs doubleaux et piliers carrés, à chapiteaux « doriques » ».
L'autel en marbre, des frères Gualino, et trois statues sont protégés.